# Arroz con leche (telenovela)
Arroz con leche es una telenovela venezolana realizada y transmitida por la cadena Venevisión en el año 2007, y distribuida por Venevisión International. Es una historia original escrita por Doris Seguí.
Protagonizada por Eileen Abad, Marlene De Andrade, Alba Roversi, Luis Gerónimo Abreu, Juan Carlos García y Manuel Salazar; y con las participaciones antagónicas de Carlos Cruz, Henry Soto, Mónica Pasqualotto y Anastasia Mazzone. Cuenta además con las actuaciones estelares de Jean Carlo Simancas, Alejandro Mata y Beatriz Valdés.
Se estrenó el 5 de septiembre de 2007 en el horario de las 21hs y finalizó el 31 de marzo de 2008.
La telenovela fue transmitida dos veces en el 2016 y 2023, a las 1:00 pm.

## Sinopsis
Arroz con leche es la historia de Wenceslao, un hombre mayor que ha perdido a su esposa Manuela y que tiene tres hijas, Belén, Amanda y Teresa, que llevan vidas totalmente desdichadas.
Teresa es locutora de radio de un programa, ella está casada con José Manuel "Chepo", que es un hombre que le es infiel y tiene una hija Eugenia, su vida no se encuentra en el mejor momento porque su matrimonio está en crisis.
Amanda es la más bella, está casada con Tomás, un hombre mujeriego que no piensa en su familia sino solo en el bien para sí mismo, pero ella descubrirá el amor en Rodrigo, un hombre que desgraciadamente es casado y a partir de ese momento ella se convierte en la peor enemiga de la esposa de este que a su vez es su propio jefe.
Belén es la menor, se casó con Dantón, un hombre que ha cometido poligamia teniendo tres matrimonios a la vez sin que ninguno de ellos tenga la menor idea de la existencia de los otros.
Y también está Eugenia, la mayor de las nietas, la próxima generación que niega a ver la vida como la ven las mujeres de su familia: Para ella, querer es un asunto de emergencia y sin complicaciones. Hasta que se le complique el corazón, como a todo el mundo.
La vida de nuestras mujeres va a girar en torno a esa peluquería, donde dos trabajan y las otras son clientas y confidentes… Y en ella, el resto de nuestros personajes: El estilista que se equivocó de closet; la manicurista, que se equivocó de novio; el panadero de enfrente, que se equivocó en todo y la espiritista, que intenta averiguarles el alma a las clientas, mientras se arreglan el cuerpo.

## Elenco
- Eileen Abad - Belén Pacheco de Morales / de Herrera
- Marlene De Andrade - Amanda Pacheco de Chacón / de Lara
- Alba Roversi - Teresa Pacheco de Larrazábal
- Luis Gerónimo Abreu - Simón Herrera
- Juan Carlos García - Rodrigo Lara[4]
- Manuel Salazar - José Manuel "Chepo" Larrazábal
- Carlos Cruz - Tomás Chacón
- Henry Soto - Dantón Morales
- Jean Carlo Simancas - Fabio "El Chef"
- Astrid Carolina Herrera - Abril Lefebvre
- Beatriz Valdés - Manuela de Pacheco
- Milena Santander - Yolanda Pinzón
- Jenny Noguera - Omaira
- Elaiza Gil - Estrella Pinzón
- Ana María Simón - Sylvia Méndez de Lara
- Carlos Arreaza - Reynaldo Lara
- Mónica Pasqualotto - Cecilia Rosenfelt de Lara
- Laureano Olivares - Octavio Herrera
- Anastasia Mazzone - Isabella Mori Rosenfelt
- Alejandro Corona - Quinchoncho
- Paula Woyzechowsky - Yúrika Mercedes Pinzón
- Catherina Cardozo - Irene
- Adriana Romero - Marta "Martica"
- Zoe Bolívar - Mireya
- Jimmy Quijano - Carlos "Carlitos" Sandoval
- Erika Schwarzgruber - Eugenia Larrazábal Pacheco
- Vanessa Pallás - Valeria
- Néstor Bravo - Roberto
- Alejandro Mata - Wenceslao Pacheco
- Eva Blanco - Milagros "Tita" Larrazábal
- Rodolfo Drago - Marlon
- Judith Vásquez - Rubí
- Cindy da Silva - Victoria Chacón Pacheco
- Christian Josué González G. - Santiago Lara Rosenfelt
- Carlos Julián Martínez - Tomás "Tomasito" Chacón Pacheco
- Nelson Farías - Datón "Dantonsito" Morales
- Jean Luca Gelao -  Dantón "Dantonsito" Morales Pinzón
- Camila Paredes - Manuela "Manuelita" Pacheco
- Jenni Valdez
- Luis Pérez Pons - Chucho
- Desiree Rojas - Rita
- Patricia Adarmes - Elisa
- Julia Elena Iturriarte - Elsa
- Jorge Luis Cabeza
- Juan Carlos Adrianza
- José Francisco Medina - Pedrito
- Juan Hernández - Jacinto
- Mirtha Borgues - Carmensa
- Mario Sudano - Atenogenes
- Hernan Iturbe - Detective
- Jordi Évole - El Mismo
- Sonia Villamizar - Pascua "Pascuita" de Guzmán
- Juan Manuel Montesinos - Ramón "Monchito" Guzmán
- Beatriz Vázquez - Pilar
- Rafael Romero - David Mendoza
- Anna Massimo - Amante de Tomás
- Freddy Galavis - Alguacil
- Ligia Duarte - Tia Isolda
- Henyel Rodríguez - Javier "Javi" Romero
- Gledys Ibarra - Colombiana
- Levy Rosell -

## Banda sonora
- Arroz con leche (Rafael Brito) - Tema principal
- Quiero tus besos (Giancarlo Pasqualotto) - Tema de Belen y Simón
- Desde que te perdí (Roque Valero) - Tema de Teresa y Chepo
- No me arrepiento de nada (César Román) - Tema de Amanda y Rodrigo
- Sin ti (Johnny Sigal) - Tema de Sylvia y Fabio